# Eucamptodon scalarirete
Eucamptodon scalarirete là một loài rêu trong họ Dicnemonaceae. Loài này được Dixon B.C. Tan, H.P. Ramsay & W.B. Schofield mô tả khoa học đầu tiên năm 1996.